# فرودگاه منطقه‌ای منچستر-بستون
فرودگاه منطقه‌ای منچستر-بستون (به انگلیسی: Manchester-Boston Regional Airport) یک فرودگاه همگانی بهره‌برداری هوایی (۲۰۰۷) با کد یاتا MHT است که یک باند فرود آسفالت دارد و طول باند آن ۲۸۱۹ متر است. این فرودگاه در شهر منچستر (نیوهمپشر) کشور انگلستان قرار دارد و در ارتفاع ۸۱ متری از سطح دریا واقع شده است.

## شرکت‌های هواپیمایی و مقصدهای پروازی

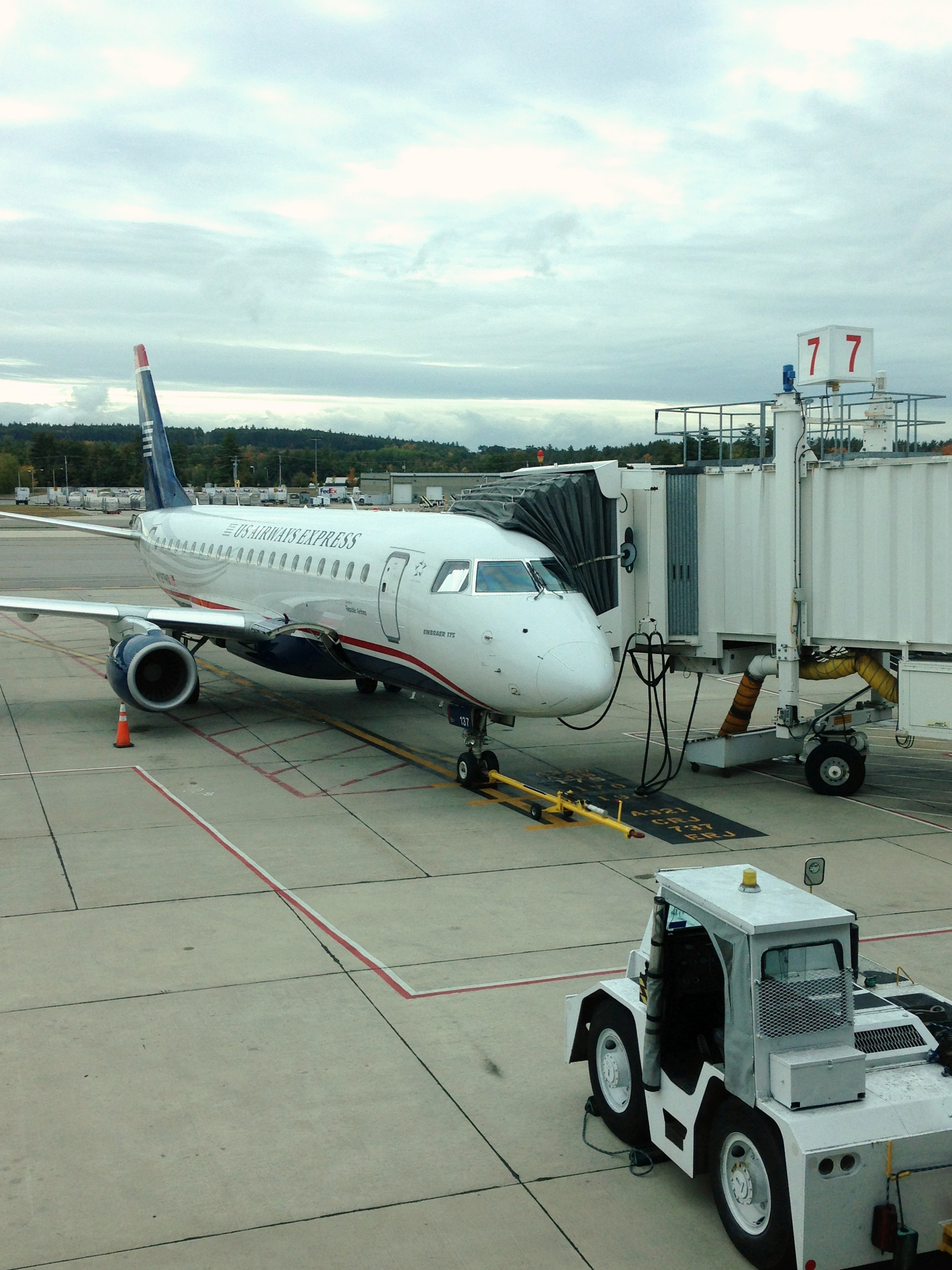
A US Airways Express Embraer 175 parked at gate 7

### مسافری
| شرکت‌های هواپیمایی | مقصدهای پروازی                                               |
| ----------------- | ------------------------------------------------------------ |
| امریکن ایرلاینز   | فصلی: شارلوت داگلاس (آغاز از ۷ نوامبر ۲۰۱۷)                  |
| امریکن ایگل       | شارلوت داگلاس، فیلادلفیا، ملی رونالد ریگان واشینگتن          |
| دلتا ایرلاینز     | هارتسفیلد-جکسون آتلانتا، متروپولیتن شهرستان وین دیترویت      |
| دلتا کانکشن       | متروپولیتن شهرستان وین دیترویت، لاگواردیا                    |
| ساوت‌وست ایرلاینز  | ثرگود مارشال بالتیمور واشینگتن، میدوی شیکاگو، اورلاندو، تمپا |
| یونایتد اکسپرس    | اوهر شیکاگو، لیبرتی نیوآرک                                   |

### باری
| شرکت‌های هواپیمایی                     | مقصدهای پروازی |
| ------------------------------------- | --- |
| فدکس اکسپرس                           | ممفیس، بوفالو نیاگارا فصلی: بردلی، ایندیاناپلیس |
| فدکس اکسپرس اجرا توسط Wiggins Airways | بنگر، ایالتی ادوارد اف کناپ، برلینگتون، بردلی، جت بین‌المللی پورتلند، Presque Isle، محلی شهرستان ناکس، منطقه‌ای روتلند ساوترن ورمانت، واترویل ربر لافلور |
| یوپی‌اس ایرلاینز                       | بردلی، لوئیویل، فیلادلفیا، سیراکیوز هنکاک |